# Karl Kling
Karl Kling (Gießen, 16 de septiembre de 1910-Lago de Constanza, 18 de marzo de 2003) fue un piloto alemán de automovilismo. Participó en 11 Grandes Premios de Fórmula 1, debutando en el Gran Premio de Francia de 1954, mientras que su última carrera fue en el Gran Premio de Italia de 1955. Consiguió dos podios, siendo así el primer alemán en subirse a uno. Su mejor temporada fue en 1954, cuando obtuvo la 5.ª posición del campeonato con 12 puntos y logrando el podio en su carrera del debut tras resultar ser 2º. En 1955 obtuvo una tercera plaza en el Gran Premio de Gran Bretaña, siendo así, su 2º y último podio en la F1. Desde la muerte de George Connor en 2001, hasta su propia defunción en 2003, fue el piloto vivo más longevo de la Fórmula 1.

## Resultados

### Fórmula 1
(Clave) (negrita indica pole position) (cursiva indica vuelta rápida)

| Año  | Equipo          | 1      | 2   | 3   | 4       | 5       | 6     | 7       | 8       | 9     | Pos. | Puntos |
| ---- | --------------- | ------ | --- | --- | ------- | ------- | ----- | ------- | ------- | ----- | ---- | ------ |
| 1954 | Daimler-Benz AG | ARG    | 500 | BEL | FRA 2   | GBR 7   | GER 4 | SUI Ret | ITA Ret | ESP 5 | 5.º  | 12     |
| 1955 | Daimler-Benz AG | ARG 4‡ | MON | 500 | BEL Ret | NED Ret | GBR 3 | ITA Ret |         |       | 11.º | 5      |

| Predecesor: George Connor | Piloto vivo más longevo de la Fórmula 1 28 de marzo de 2001-18 de marzo de 2003 | Sucesor: Paul Pietsch |